# Этти, Эда-Инес
Э́да-И́нес Э́тти (эст. Eda-Ines Etti; род. 26 мая 1981, Хаапсалу, Ляэнемаа), выступающая под сценическим именем Инес (эст. Ines), — эстонская певица и актриса. С песней «Once in a Lifetime» (с англ. — «Один раз в жизни») представляла свою страну на конкурсе песни «Евровидение-2000», проходившем в Швеции, и заняла в нём 4-е место.

## Карьера
Музыкальная карьера Инес началась с эстонского телевизионного шоу «Два такта вперёд» (эст. Kaks takti ette) — участие в нём в 1999 году принесло певице 2-е место и хорошие отзывы специалистов. В 2000 году Инес выиграла национальный отбор и получила право представлять Эстонию на «Евровидении-2000». На конкурсе певица заняла 4-е место, а её сингл «Once in a Lifetime» впоследствии имел значительный успех в ряде стран Европы. Позднее Инес была названа первым претендентом на эстонском отборочном конкурсе к «Евровидению-2002», однако незадолго до его начала отказалась от участия.
В ноябре 2004 года вышел первый альбом Инес на эстонском языке — «15 magamata ööd». Его титульная песня принесла певице второй в карьере титул лучшей артистки года на церемонии «Эстонские музыкальные премии» (первый был вручён в 2000 году).
В 2005 году вокруг певицы сформировалась команда музыкантов, в которую также вошёл и брат Инес — Иво Этти. Первым альбомом в новом формате стал «Uus päev», изданный в 2006 году. В него, в частности, вошла песня «Iseendale», с которой группа участвовала в национальном конкурсе «Eurolaul». Композиция стала единственной исполненной на эстонском языке, но заняла лишь 2-е место, не позволившее исполнителям представить страну на «Евровидении-2006». В третий раз Инес приняла участие в национальном отборе год спустя, однако с песней «In Good and Bad» она заняла 7-е место.

## Дискография
Студийные альбомы:
- 2000 — Here For Your Love
- 2004 — 15 Magamata Ööd
- 2005 — Uus Päev
- 2007 — Kustutame Vead
- 2009 — Kas Kuuled Mind
- 2011 — Kiusatus